# 平岩康長
平岩 康長（ひらいわ やすなが）は、戦国時代から安土桃山時代の武将。
徳川家康の重臣平岩親吉の弟。通称は助六郎。

## 生涯
兄弟と同じく徳川家康に仕えていたが、榊原康政と不仲となり、仕えを辞して兄である親吉の家に蟄居した。
天正18年（1590年）、小田原征伐において武蔵国岩槻城の攻略戦に参加し、本戦2日目の5月20日に鳥居元忠、親吉らの徳川勢が城内に突入した際に迎撃する岡野房恒らと激戦となり、康長は城兵と槍を合わせて奮戦した末に戦死した。

## 系譜
- 父：平岩親重
- 母：某氏
  - 兄：平岩親吉 - 尾張藩御附家老（犬山城9万3000石）、無嗣断絶[1][2]
  - 兄：平岩正広 - 子孫は旗本[1]
  - 兄：平岩康重 - 子孫は尾張藩士、犬山城主成瀬隼人正組同心[2]
- 妻：本多重次の娘[1]
  - 長男：平岩吉範（掃部） - 親吉家老・犬山城代、のち成瀬隼人正組同心組頭（2000石）[2]
  - 次男：平岩縫殿 - 尾張藩主徳川義直直臣（300石）、多病のため幽居し無嗣断絶[2]
  - 三男：平岩伯耆 - 親吉家臣、のち成瀬正虎組同心組頭（1000石）、無嗣断絶[2]
  - 四男：平岩杢之助 - 尾張藩主徳川義直直臣（500石）、従弟平岩左馬助を誤殺し出奔、改易[2]